# Pomník Karla Fürstenberka
Pomník Karla Fürstenberka je pískovcová socha z přelomu 18. a 19. století. Nachází se v někdejší zámecké oboře u městysu Loučeň v okrese Nymburk, v blízkosti místní naučné stezky a prameniště Boží vody. Jedná se o kenotaf, zbudovaný na počest tehdejšího majitele loučeňského panství Karla Aloise knížete Fürstenberka, padnuvšího během války druhé koalice v bitvě u Stockachu. Od 31. prosince 1965 je socha chráněna jako kulturní památka.

## Historie a popis
Hrdinný skon knížete Karla Aloise Fürstenberka je námětem v lesích ukrytého pískovcového kenotafu, jejž nechala zbudovat jeho ovdovělá manžela Maria Alžběta kněžna Fürstenbergová krátce po jeho smrti roku 1799. Spolu s ním zřídila i opodál stojící studánku Boží vodu. Pomník stojí přímo na okraji rybníka, napájeného vodou ze studánky. Jeho autorství je přisuzováno Františku Xaveru Ledererovi. Na druhotném podstavci je zachycen okřídlený anděl s palmovou ratolestí a vavřínovým věncem, věnčící urnu opatřenou fürstenberským rodovým erbem a až k okraji kruhového podstavce zakrytou drapérií. Soše anděla však chybí ruka. Urna je posazena na krychlový podstavec, na němž je umístěna nápisová deska s ozdobným květinovým festonem napnutým mezi dvojicí bukranionů, typickým empírovým motivem. Vojenskou kariéru knížete připomínají reliéfy vojenských trofejí, vyvedené na čelní straně urny. Sepulkrální charakter pomníku připomíná kamenná nádoba na svíčky, jenž se nachází na zadní straně soklu.
Intimní rozměr pomníku dokládá mimo jeho umístění v klidné části krajinářského parku i nápis na břidličné desce adresovaný zesnulému Karlovi jeho ovdovělou chotí. Nápis je v němčině a zní následovně:
```
Meinem Karl / bey Stockach Fiel er am 25. März 1799 Auf der blutgen Bahn der Ehre / Ward dir KARL ein frühes Grab. / Du, den ich als Seraph ehre, / Blicke Trost auf mich herab! / Ohne dich sind meine Tage / Mir zur namenlosen Last, / Thränen hab ich nur und Klage, / Bis auch mich der Tod umfasst, / Freudenvoll wird dann entweichen / meiner Seele Trauernacht / Und auch mir die Palme reichen / Dieser Engel, der dir lacht.
[
4
]
```

Památkový úřad v roce 1969 apeloval na místní odbor k opravě silně poškozené památky, k níž došlo kolem roku 1985. Další rekontrukce proběhla roku 2009 pod vedením Martina Pokorného, při níž byl pomník očištěn od mikrovegetace a sádrovcových krust, došlo k odsolení a vyspravení četných mechanických poškození (např. vyrytých nápisů).
Nedaleko se nachází další sochařská památka spojená s osobností Karla Aloise a to pomník Helma.

## Galerie

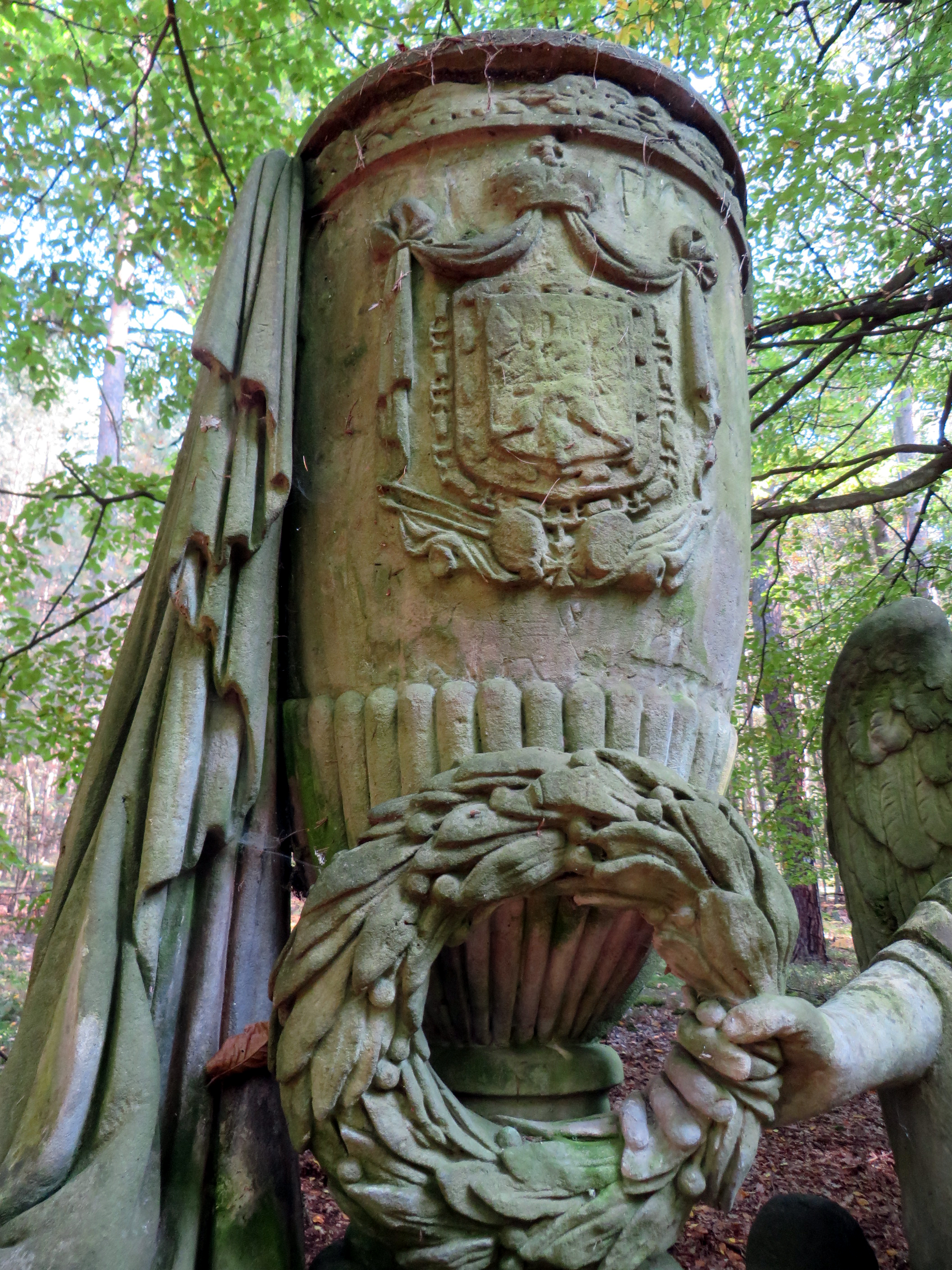
Detail pískovcové urny
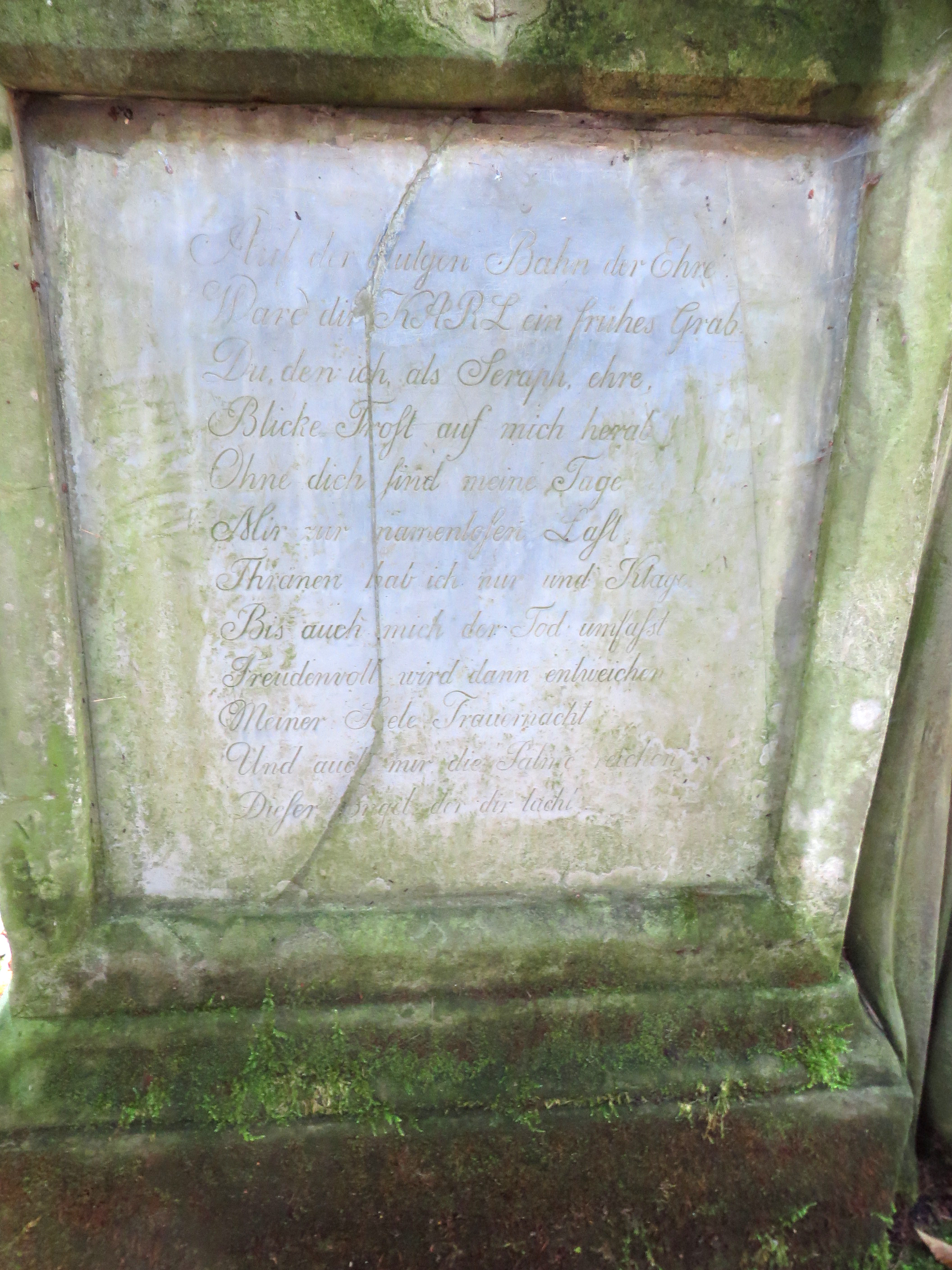
Nápisová deska